# Diogene (nome)
Diogene  è un nome proprio di persona italiano maschile.

## Varianti in altre lingue
- Basco: Dugen[3]
- Bulgaro: Диоген (Diogen)
- Catalano: Diògenes[3]
- Ceco: Díogenés
- Croato: Diogen
- Esperanto: Diogeno
- Francese: Diogène
- Galiziano: Dióxenes
- Greco antico: Διογένης  (Diogenes)[4]
- Greco moderno: Διογένης (Diogenīs)
- Inglese: Diogenes
- Islandese: Díogenes
- Latino: Diogenes
- Lettone: Diogēns
- Lituano: Diogenas
- Macedone: Диоген (Diogen)
- Olandese: Diogenes
- Polacco: Diogenes
- Portoghese: Diógenes
- Rumeno: Diogene
- Russo: Диоген (Diogen)
- Serbo: Диоген (Diogen)
- Sloveno: Diogen
- Spagnolo: Diógenes[3]
- Ucraino: Діоген (Diohen)
- Ungherese: Diogenész

## Origine e diffusione
Deriva dal nome greco Διογένης  (Diogenes), composto da Διος (Dios, genitivo del nome Zeus, presente anche in Diomede, Diodoro, Dioscoro e Diocle) e γενης (genes, "nato", da cui anche Origene ed Eugenio); ha il significato augurale do "nato da Zeus", "stirpe di Zeus" (o di Dio), e in senso lato "nobile".
Venne portato da diverse personalità dell'antica Grecia, fra cui spicca il filosofo cinico Diogene di Sinope; il suo uso nell'italiano odierno è, invece, assai scarso.

## Onomastico
L'onomastico si può festeggiare il 6 aprile in memoria di san Diogene, martire a Filippi o il 17 giugno in memoria dei santi Blasto e Diogene, martiri a Roma.

## Persone
- Diogene, vescovo di Novara

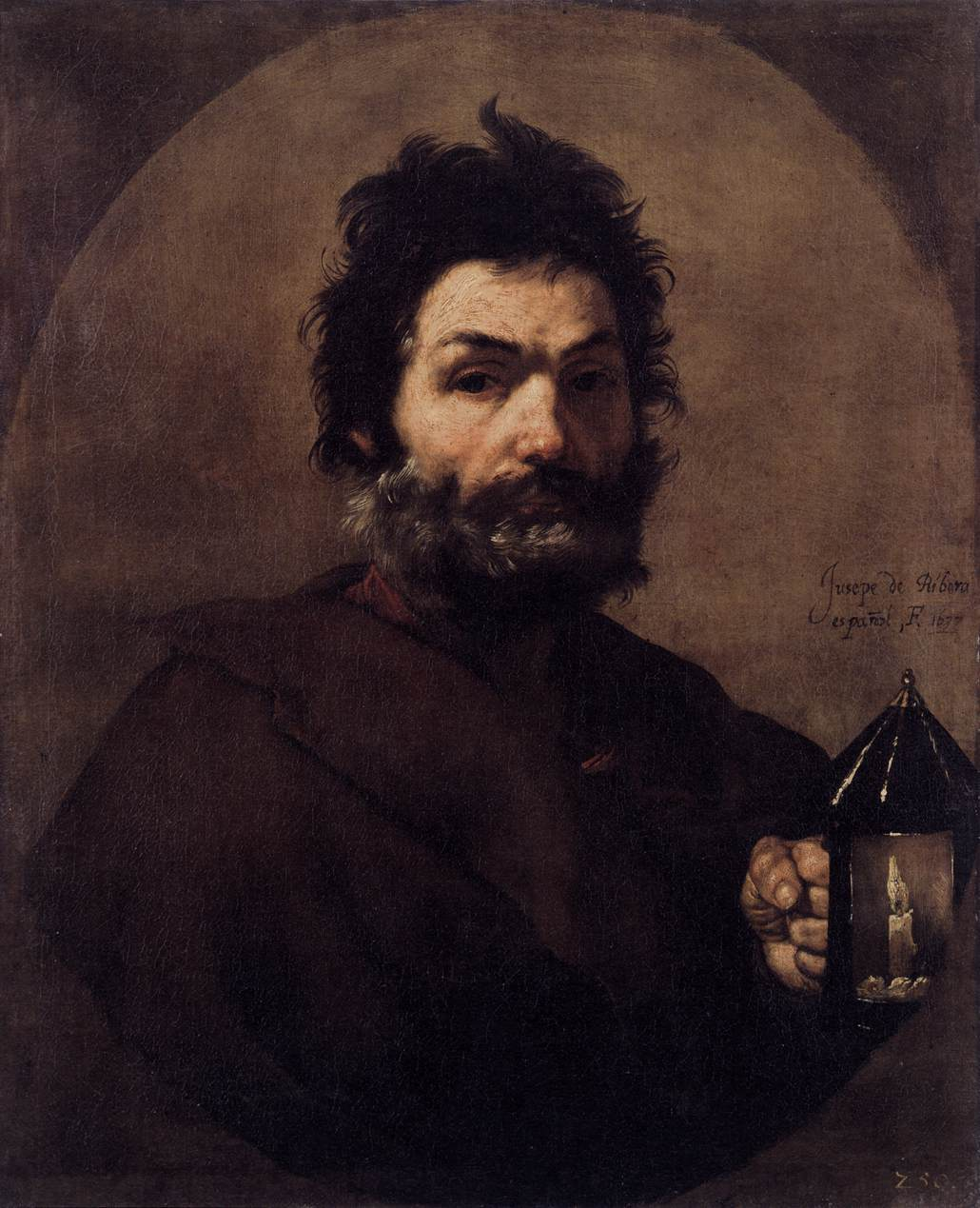
Diogene di Sinope dipinto dallo Spagnoletto

- Diogene lo Stoico (o di Babilonia, o di Seleucia), filosofo greco antico
- Diogene di Apollonia, filosofo greco antico
- Diogene di Enoanda, filosofo epicureo greco antico
- Diogene di Sinope, filosofo cinico greco antico
- Diogene di Tarso, filosofo epicureo e drammaturgo greco antico
- Diogene Laerzio, storico greco antico
- Diogene Valotti, politico italiano

### Variante Diógenes
- Diógenes Domínguez, calciatore paraguaiano
- Diógenes Lara, calciatore boliviano
- Diógenes Luna, pugile cubano